# Заднескамеечники
Заднескаме́ечники (англ. backbencher — заднескамеечник) — в вестминстерской системе члены Парламента, не являющиеся министрами, членами теневого кабинета, парламентскими партийными организаторами или официальными представителями; рядовые депутаты. Термин используется с 1799 года. Происхождение термина связано с местом (скамейки в задних рядах), где обычно сидят такие члены Парламента (они могут выступать только со своего места и не могут выступать с трибуны).
Хотя каждый заднескамеечник имеет формально право законодательной инициативы, однако принятие Парламентом подобных «частных» законопроектов является большой редкостью. Также заднескамеечники имеют право (в определённое время и дни) задавать вопросы министрам, на которые те обязаны отвечать.
Как правило, заднескамеечники имеют мало возможностей влиять на государственную политику. Однако, так как они образуют подавляющее большинство от числа членов Парламента, то вместе могут представлять достаточно серьёзную политическую силу, особенно в тех случаях, когда политика правительства непопулярна или когда имеется раскол внутри правящей партии.